# Olympic Dam
Копальня Олімпік Дам (Olympic Dam Mine) — гірниче підприємство в Австралії, що розробляє однойменне унікальне мультиметалічне родовище.

## Історія
Початок експлуатації — 1988 р.

## Характеристика
Olympic Dam — головний світовий виробник урану (4,380 т), продуцент золота і срібла (113 412 унцій і 912 859 унцій відповідно) — у 2001 виробив 200 523 т міді. Динаміка видобутку позитивна.
Найбільший мідний рудник — WMC's Olympic Dam.

## Технологія розробки
Розробляється відкритим способом.